# Aedes imprimens
Aedes imprimens é um espécie de mosquito do Género Aedes, pertencente à família Culicidae.